# برونو فيشر
برونو فيشر (بالإنجليزية: Bruno Fischer)‏ هو كاتب أمريكي، ولد في 29 يونيو 1908 في برلين في ألمانيا، وتوفي في 16 مارس 1992 في نيويورك في الولايات المتحدة.